# Arioch
Arioch en algunos grimorios aparece como uno de los ángeles caídos que fue castigado por seguir la rebelión de Satanás. Es un demonio de la venganza, diferente de Alastor. Únicamente es vengativo cuando es contratado para hacerlo.
Arioch es un nombre hebreo que significa "león feroz", que aparece en el libro del Génesis cap. 14 como el nombre del "Rey de Ellasar", parte de la confederación de reyes que hizo la batalla con los reyes de Sodoma y Gomorra y con Abraham en el valle de Siddim. Anteriormente, en el siglo XX a. C., era común identificarle con el "Eriaku" (Rim-Sin o su hermano Warad-Sin, que eran gobernantes elamitas de Larsa contemporáneos de Hammurabi) aunque esta identificación ha sido rechazada por parte de los académicos en los últimos años y ahora está en gran parte abandonada, en parte debido a unas inscripciones encontradas en Nuzi que se refieren a un rey hurrita llamado Ariukki. 
Ellasar también podría referirse al lugar denominado Alashiya, que ahora se cree cerca de Alassa en Chipre, donde hubo un palacio de la Edad de Bronce, destruido por los Pueblos del Mar. 
El mismo nombre aparece más tarde en el Libro de Daniel como la persona designada por el rey Nabucodonosor para condenar a todos los sabios de Babilonia a muerte. 
Arioch era también un nieto de Semíramis que aparece en la leyenda Ninus.

## Arioch en la literatura moderna
Arioch aparece como uno de los ángeles caídos en El paraíso perdido, de John Milton. 
También aparece en la obra de fantasía de Michael Moorcock Elric como el nombre del patrón del Caos, señor de Elric, y sus antepasados. Es conocido como el "Caballero de Espadas" y es uno de los 3 principales dioses del Caos en los libros de Moorcock acerca de Corum. En el mundo de World of Warcraft se hace alusión al Arioch de Moorcock, como una mascota de Elryc, un paladín elfo de sangre.
Arioch es un personaje que aparece en el juego warhammer.
- Datos: Q2712606